# Producción de árboles de navidad en México
Hasta 1990 la mayoría de la producción de árboles de Navidad en México estaba limitado a lo que se podía tomar de los bosques naturales. Empezando en los noventa, los árboles crecían en sembradíos y en reservas. Para 2008 México producía 800,000 árboles de Navidad. Una notable reserva es el bosque de los árboles de Navidad en Amecameca, México.

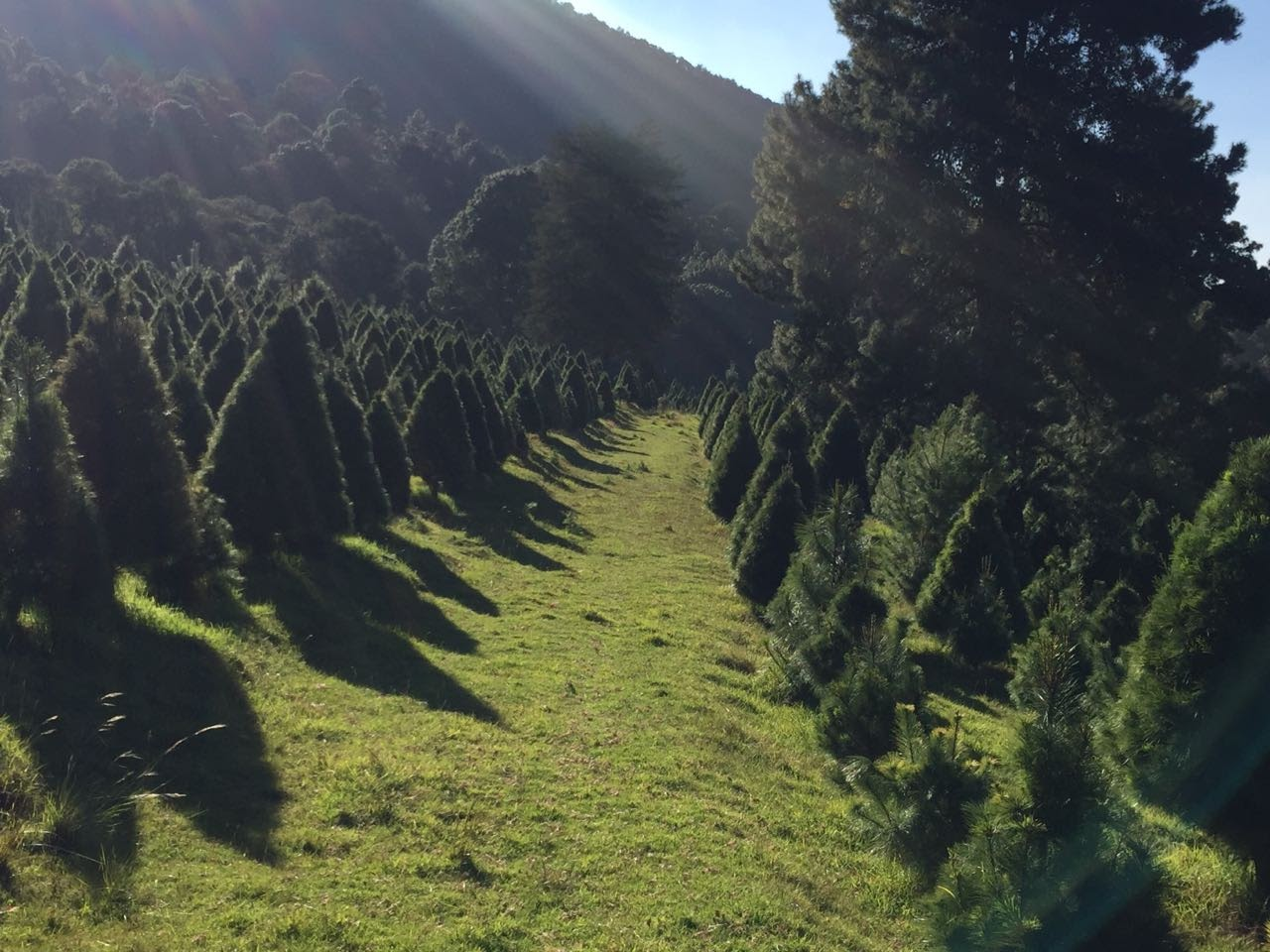
Vista Bosque de los Árboles de Navidad en Amecameca, Edo de México

## Historia
Durante la década de 1970 y 1980 la producción natural de árboles de Navidad provenía de los bosques; en la década de 1980 comenzó un cambio hacia los sembradíos y reservas Entre 1981 y 1989 un número considerable de árboles de Navidad seguían siendo tomados de los bosques, a pesar de que se empezaban a usar los sembradíos y reservas. Entre los años 1990 y 1999, los árboles fueron tomados de bosques naturales únicamente durante 1995. Entre 1981 y 1999, la producción en México fue de 407,000 hasta 635,000 árboles. Durante el periodo que va de 1981 a 1989 la cumbre de producción se alcanzó durante 1986 cuando 800,000 árboles se tomaron de los bosques y fueron replantados en sembradíos y reservas. En 1994 se llegó a la producción máxima dentro del período que va de 1990-1999 con 698,000 árboles, casi todos cosechados en reservas.

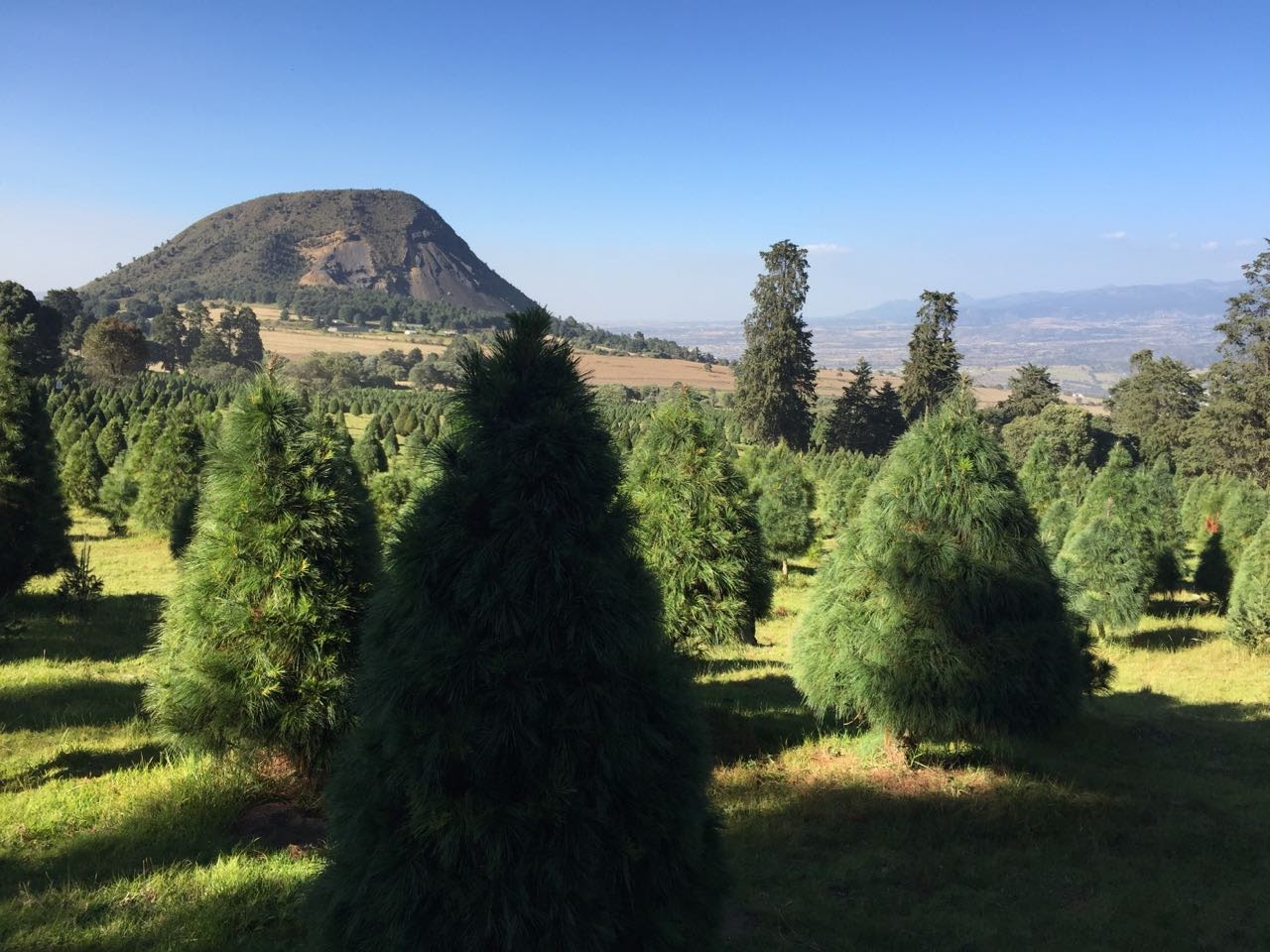
Bosque de los Árboles de Navidad en Amecameca

En 2004 la producción de árboles mexicanos creció hasta alrededor de 600,000 árboles anuales en 2000 hectáreas de tierra. Ese mismo año, el U.S. Department of Agriculture (USDA) reportó que la mayoría del cultivo de árboles de Navidad en México provenía de tres estados, México (424 hectáreas), Nuevo León (89 hectáreas) y Veracruz (60 hectáreas).
Para los años 2008 y 2010, alrededor de 800,000 árboles de Navidad fueron cultivados en México en 500 hectáreas de tierra. La USDA reportó en 2011 que la mayoría de la producción de árboles de Navidad en México tuvo lugar en el estado de México, con un 60%. Sin embargo, la producción de árboles también tuvo lugar en Nuevo León, Veracruz, así como en la Ciudad de México, Puebla, Jalisco, y Guanajuato.

## Mercado
Mucha de la demanda de árboles de Navidad en México (alrededor de 1.8 millones anualmente) es importada. En 2004 los Estados Unidos tuvieron un 95% del mercado en exportación de árboles. Para 2009 los E.U.A. todavía exportaban ceca de un millón de árboles, con una pequeña cantidad viniendo de producción canadiense.
En 2004 muchos productores de árboles en México vendían su cosecha directamente de sus áreas de producción, aunque algunos campesinos utilizaban el mercado local.

## Árboles
Un reporte de 2004 de la USDA decía que la mayoría del cultivo de árboles de Navidad producido era de las especies Pino blanco mexicano (Pinus Ayacahuite), Piñón mexicano (Pinus Cembroides), y (Oyamel - Abies Religiosa). En 2011 la USDA incluyó una lista más exhaustiva en un reporte de cultivo de árboles mexicanos incluidos: Pino blanco mexicano (Pinus ayacahuite), Douglas Fir, Piñón mexicano, Oyamel, y el Pino Aleppo (Pinus halepensis).